# Lerbäcks landskommun
Lerbäcks landskommun var en tidigare kommun i Örebro län.

## Administrativ historik
Kommunen inrättades i Lerbäcks socken i Kumla härad i Närke när 1862 års kommunalförordningar trädde i kraft.
Vid kommunreformen 1952 gick den tidigare kommunen Snavlunda upp i Lerbäck.
Den 1 januari 1954 överfördes från Lerbäcks landskommun och församling ett område med 292 invånare och en areal av 2,32 km², varav 2,26 km² land till Hammars landskommun och församling.
1 januari 1971 gick den i sin helhet upp i Askersunds kommun.
Kommunkoden 1952-1970 var 1809.

### Kyrklig tillhörighet
I kyrkligt hänseende hörde landskommunen till Lerbäcks församling. Den 1 januari 1952 tillkom Snavlunda församling.

## Geografi
Lerbäcks landskommun omfattade den 1 januari 1952 en areal av 430,22 km², varav 395,65 km² land. Efter nymätningar och arealberäkningar färdiga den 1 januari 1960 omfattade landskommunen den 1 januari 1961 en areal av 417,94 km², varav 384,32 km² land.

### Tätorter i kommunen 1960
| Tätort      | Folkmängd |
| ----------- | --------- |
| Åsbro       | 500       |
| Rönneshytta | 407       |
| Mariedamm   | 232       |
| Skyllberga  | 218       |

Tätortsgraden i kommunen var den 1 november 1960 30,3 procent.

## Politik

### Mandatfördelning i valen 1938-1966
| 14 | 4 | 3 | 4 |

| 25 |

| 14 | 4 | 3 | 4 |

| 25 |

|  | 12 | 5 | 4 | 3 |

| 25 |

| 20 | 10 | 7 | 3 |

| 37 |

| 19 | 8 | 8 | 5 |

| 35 |

| 14 | 8 | 4 | 4 |

| 26 |

| 15 | 8 | 4 | 3 |

| 26 |

| 13 | 8 | 5 |  | 3 |

| 25 | 5 |